# Stemma dell'Arizona

Stemma dell'Arizona

Lo stemma dell'Arizona (ufficialmente in inglese Great Seal of the State of Arizona, ossia Gran Sigillo dello Stato dell'Arizona) è stato adottato nel 1912 ed è stato progettato da E.E. Motter.
Esso mostra sullo sfondo una catena di montagne con il sole che sorge, sul lato destro un'altra catena montuosa con un bacino d'acqua e una diga, al di sotto della quale vi sono dei campi e un bovino, mentre sul lato sinistro sono raffigurati un mulino al quarzo e un minatore in piedi con piccone e pala. In alto è inciso il motto Ditat Deus (tradotto da latino "Dio arricchisce"), mentre sulla fascia circolare che avvolge lo stemma è iscritto Great Seal of the State of Arizona ("Gran sigillo dello Stato dell'Arizona"), con l'anno di adozione, ossia 1912.